# Valforêt
Valforêt es una comuna nueva francesa situada en el departamento de Côte-d'Or, de la región de Borgoña-Franco Condado.

## Historia
Fue creada el 1 de enero de 2019, en aplicación de una resolución del prefecto de Côte-d'Or de 21 de noviembre de 2018 con la unión de las comunas de Clémencey y Quemigny-Poisot, pasando a estar el ayuntamiento en la antigua comuna de Clémencey.

## Demografía
Según los datos aportados en la resolución del prefecto de Côte-d'Or, la comuna se crea con 332 habitantes.

## Composición
| Comuna fusionada | Código INSEE | Población (2016) | Superficie (km²) | Densidad (hab./km²) |
| ---------------- | ------------ | ---------------- | ---------------- | ------------------- |
| Clémencey        | 21178        | 121              | 10.72            | 11                  |
| Quemigny-Poisot  | 21513        | 205              | 11.32            | 18                  |